# 上田綺世
上田綺世（日语：／ Ayase Ueda，1998年8月28日—），日本足球運動員，現效力於荷甲球隊飛燕諾，日本國家足球隊成員，司職前鋒。

## 俱樂部生涯
2017年进入法政大学法学院，并参加了法政大学足球部，几个月之前获得鹿岛鹿角内定签约，将在2021年正式加盟球隊。
2019年5月26日天皇盃首轮，在客场面对日本第四级别联赛球队浦安SC的比赛中，上田绮世首发出场并打满全场。
鹿岛鹿角已与法政大学达成协议，上田绮世将提前退出法政大學足球部以全身心为鹿岛鹿角效力，但球员本人仍将保留大学学籍。
2022年7月1日，鹿岛鹿角官方宣布与比甲球队色格拉布鲁日达成一致，队内国脚前锋上田绮世将转会加盟该队。
比甲第6轮，色格拉布鲁日主场1-1战平华雷根，上田绮世为主队攻入进球，这也是其旅欧以来正式比赛首球。
比甲第14轮色格拉布鲁日主场4-1击败沙勒罗瓦。日本前锋上田绮世代表主队首发出战，比赛第31分钟和第56分钟连入两球完成梅开二度，随后在比赛第69分钟被替换下场。

### 飛燕諾
2023年8月3日，上田與荷甲球隊飛燕諾簽訂了一份為期五年的合同，轉會費為800萬歐元，他被授予9號球衣。他在賽季揭幕戰與幸運薛達0-0戰平的聯賽中首次亮相，此前他在下半場替補奎林奇·哈特曼出場。
2023年9月3日，他為俱樂部打進了第一個進球，在客場5-1戰勝烏得勒支的比賽中打入第四個進球。

## 國家隊生涯
在2018年雅加达亚运会上，上田绮世出场6次并在对马来西亚U23，阿联酋U23和韩国U23的比赛中各入1球。
这名大学生明星球员之前入选了日本队参加2019年美洲杯的大名单，并在3场比赛均有出场，小组赛对阵智利上演了国家队首秀，首发出场79分钟。
上田綺世在夏季世界大學生运動会也代表日本大运男足出战，决赛他上演帽子戏法，帮助日本4-1击败巴西拿到大运会男足冠军。
2022年11月，上田綺世入選日本隊2022年世界盃大名單。在世界杯小组赛第二轮日本队对阵哥斯达黎加队的比赛中，他首发出场，完成了自己的世界杯首秀。

## 個人生活
- 2022年2月9日，在社交平台宣佈與模特兒由布菜月結婚的消息。[11]。

## 外部連結
- 上田綺世在 National-Football-Teams.com 上的出场纪录
- 上田綺世的Instagram帳戶